# Дом Сироткина (Ильинская улица)
Дом Д. В. Сироткина — памятник градостроительства и архитектуры в историческом центре Нижнего Новгорода. Построен в 1896—1898 годах. Один из первых домов города, выстроенных в стиле модерн.
Представляет собой неотъемлемую часть архитектурно-исторической среды старинной Ильинской улицы. Является интересным примером архитектурного комплекса, стилистически восходящего к архитектуре загородных домов западноевропейского модерна.
Исторически здание связано с деятельностью старообрядцев и одного из их видных представителей — крупного предпринимателя и благотворителя Д. В. Сироткина.

## История
Территория, на которой расположен дом, до конца 1870-х годов составляла небольшую городскую усадьбу и принадлежала И. И. Косареву. После его смерти перешла наследникам. В апреле 1894 года усадьбу с одноэтажным деревянным домом купил Д. В. Сироткин — один из крупнейших предпринимателей Нижнего Новгорода и знаменитый общественный деятель и благотворитель, впоследствии городской глава. В августе 1896 года был утверждён проект строительства деревянного двухэтажного флигеля, одноэтажных каменных служб и деревянной прачечной. Автор проекта неизвестен, но надзор за строительством проводил городской архитектор Н. А. Фрелих.
Флигель строился в глубине участка и предполагалось использовать его как главный усадебный дом, так как старый, расположенный по красной линии Ильинской улицы, подлежал сносу. К северному фасаду флигеля пристраивались службы. По центру службы имели арочный проезд в небольшой внутренний двор, образовывавшийся между ними, флигелем и брандмауэрной стеной, которую должны были возвести одновременно с основными строительными работами.
Строительство было окончено в 1898 году. В ходе работ в проект были внесены изменения: первоначально флигель должен был быть построен в стиле эклектики, но в пространственно-объёмной композиции, композиции фасадов и устройстве кровли нашли отражение приёмы нового стиля модерн, только заявившего о себе в архитектуре на тот момент. Бревенчатые стены были оштукатурены, входная дверь сдвоена, над ней устроен козырёк, выделена центральная часть фасада, веранда на втором этаже обшита деревом. Службы, также в стиле модерн, выстроены двухэтажными с деревянным жилым помещением над аркой, а вместо прачечной возведена деревянная баня.
Вскоре после окончания строительства, дом стал местом проведения Всероссийских съездов старообрядцев белокриницкого согласия, одним из лидеров которой являлся Д. В. Сироткин. Съезды здесь проводились в 1901, 1902, 1905, 1907 и 1908 годах.
Сироткин оставался владельцем усадьбы вплоть до 1918 года, когда дом был экспроприирован советскими властями. До начала 2000-х годов в здании размещались различные учреждения и организации.
В 2015 году в доме проводилась реставрация с приспособлением его под четырёхзвёздочный отель сети Marriott — Courtyard by Marriott Nizhny Novgorod City Center. Нижегородские градозащитники отмечали, что в ходе реставрации были уничтожены многие элементы усадьбы. «По большому счету, от подлинного дома Сироткина инвестор оставил только один фасад», — говорила лидер движения «Спасград» Анна Давыдова. Активисты посчитали, что подобные работы нельзя назвать научной реставрацией, скорее была проведена реконструкция.

## Архитектура
До реконструкции комплекс представлял собой дом (бывший флигель) и примыкающие к нему с севера два корпуса служб, разделённые проездной аркой (заложенной), образовывавшие единый фасад, вытянутый вдоль улицы Ильинской. Каждое строение было перекрыто отдельной кровлей, так что общий силуэт был сложным. Комплекс был выстроен с сильным заглублением от красной линии улицы, перед ним сохранился бывший сад.
Квадратный в плане деревянный дом с оштукатуренными и побелёнными стенами перекрыт сложной кровлей, в основной части двускатной полувальмовой с полицами. Уличный шестиосевой фасад несимметричный. Северная одноосевая часть с парадным входом и лестницей решена по типу сеней. Вертикальным акцентом основного объёма выступает щипец, завершающий двухосевую часть основного объёма со сдвоенными окнами во втором этаже. На фоне плоскости щипца хорошо просматривается композиция из брусьев, оформляющая затяжку с бабкой.
Фасады расчленены аркатурными междуэтажным поясом, украшенным рядом зубчиков и подоконным поясом в уровне второго этажа. Окна прямоугольные, в рамочных наличниках, завершены прямыми сандриками на кронштейнах. В двухосевой части под окнами второго этажа устроена филёнка, обрамлённая картушами, раковиной и растительным лепным орнаментом. Парадные двери стрельчатой формы украшены рисунком, характерным для модерна. Над входом устроен односкатный деревянный козырёк на кронштейнах.
Остальные фасады решены аналогично, но упрощённо. Со стороны южного фасада устроена веранда на втором этаже. Планировка дома была зальная, с парадной лестницей, оформленной в духе модерна. В уничтоженных реконструкцией интерьерах были первоначальные декоративные элементы: потолочные карнизы и розетки, печи.